# Ministerium für Volkskultur (Italien)
Das Ministerium für Volkskultur (it. Ministero della Cultura Popolare, kurz “Minculpop”), von 1935 bis 1937 Ministerium für Presse und Propaganda, übernahm in der Zeit des italienischen Faschismus die inhaltliche Lenkung der Presse, der Literatur, der bildenden Kunst, des Films, des Theaters, der Musik und des Rundfunks sowie die Förderung des Fremdenverkehrs. In der kurzlebigen Italienischen Sozialrepublik übte eine gleichnamige Organisation die Kontrolle über Kultur und Massenmedien aus.

## Geschichte
Benito Mussolini richtete nach dem Marsch auf Rom und der Regierungsübernahme noch Ende 1922 das Ufficio Stampa della presidenza del Consiglio (Pressebüro des Regierungschefs) ein. 1933 übernahm sein Schwiegersohn Galeazzo Ciano als Pressesprecher die Leitung dieses Büros. Von Joseph Goebbels neuem Reichsministerium für Volksaufklärung und Propaganda beeindruckt, ließ Ciano sein Pressebüro im September 1934 zum Staatssekretariat für Presse und Propaganda aufwerten, im Juni 1935 dann zum Ministerium für Presse und Propaganda. Unter Cianos Nachfolger Dino Alfieri wurde es ausgebaut und am 22. Mai 1937 in Ministerium für Volkskultur umbenannt. Von 1939 bis 1943 leitete Alessandro Pavolini das Ministerium. Nach dem Sturz Mussolinis im Juli 1943 bestand das Ministerium in dem von den Alliierten kontrollierten Königreich Italien formal noch weiter, bis es am 22. April 1944 definitiv aufgelöst wurde. In der unter deutscher Kontrolle in Norditalien errichteten Italienischen Sozialrepublik bestand ein gleichnamiges, aber anderes Ministerium vom 23. September 1943 bis zum 25. April 1945 unter der Leitung von Ferdinando Mezzasoma.

## Organisation
1936 war das Ministerium in folgende Generaldirektionen (Abteilungen) unterteilt:
- Generaldirektion für die italienische Presse
- Generaldirektion für die ausländische Presse
- Generaldirektion für Propaganda
- Generaldirektion für Film (mit Cinecittà und Centro Sperimentale di Cinematografia)
- Generaldirektion für Tourismus (mit nachgeordneten Fremdenverkehrsämtern)
- Generaldirektion für Theater
- Generaldirektion für das Istituto Luce (Kino)
- Generaldirektion für das Istituto Nazionale del Dramma Antico
- Generaldirektion für die Staatsdiskothek (Schallplatten)
- Generaldirektion für das Hotelkreditkomitee